# Мазепа (балет)
«Мазепа» — балет Тадеуша Шеліговського, четвертий сценічний твір в доробку композитора. Лібретистом стала Ірена Турська — відомий польський історик, теоретик та критик балету, в основі лібрето — однойменна драма Юліуша Словацького. У ній, на відміну від багатьох тогочасних сюжетів, Словацький «реабілітує» образ Мазепи — це вже не безтурботний ловелас, але благородний лицар, готовий на самопожертву заради кохання та щастя інших.
Прем'єра балету відбулась у Варшавській опері 27 листопада 1958 року і викликала багато як позитивних так і негативних відгуків, що є свідченням великого інтересу громадськості до постановки . До прем'єри були залучені кращі діячі театрального мистецтва: хореограф та сценограф — Станіслав Міщик [Stanisław Miszczyk]; декорації — Леш Загорські [Lech Zahorski]; костюми — Мішель Загорська [Michelle Zahorska]; музичний керівник — Мечислав Межеєвскі [Mieczysław Mierzejewski]. Головні ролі виконували провідні артисти Варшавської опери: Мазепа — Станіслав Шиманський [Stanisław Szymański]; Амелія — Ольга Савицька [Olga Sawicka]; Збігнєв — Богдан Булдер [Bohdan Bulder]; Воєвода — Кілінські Збігнев [Kiliński Zbigniew]; Король — Борковський Вітольд [Borkowski Witold].
На противагу попереднім творам, балет відрізняється більшою єдністю стилю та сучасною музичною мовою (композитор експериментує від найпростіших тональних побудов до тем, опертих на засадах дванадцятитонової серійної техніки). Шість частин балету композитор назвав образами. Поділ на номери відсутній, переважає наскрізний драматургічний розвиток.  

###### Перший образ
Перший образ складається з трьох сцен. Це експозиція характеристик головних героїв. З перших звуків композитор переносить слухача в світ кохання — прекрасний монолог віолончелі, що згодом отримує гармонічну підтримку струнної групи: теплий тембр та збагачена хроматизмами мелодія стане мотивом кохання Амелії та Збігнєва. Не випадково Шеліговський подає цю тему першою, адже кохання проходитиме лейтмотивом всього твору і власне кохання стане причиною трагічних подій драми.
В другій сцені постійні повторення домінантових септакордів та ламентозна мелодія у струнних змальовують нещасливу Амелію, як пташку в золотій клітці. Третя сцена — яскравий контраст — в світ меланхолії вривається веселий, безтурботний паж короля Мазепа, який виконує козачок. Щоправда, Шеліговський тут не звертається до фольклору, козачок використовується більше як характеристика запального характеру Мазепи, аніж як національна ознака.
Музичну характеристику Воєводи композитор подає у вигляді серії (так як далі це не отримує розвитку, то ми не можемо говорити про серійну техніку). Це не випадково — адже герой Воєводи в сюжеті складний, багатосторонній: гордовитий аристократ, і водночас — нещаснийчоловік, якому на долю випадає пережити зраду.
Заслуговує на увагу велика загальна танцювальна сцена з куявяком, обереком та заключним полонезом, що має виразний національний колорит. Полонез окрім яскравого зовнішнього ефекту має ще й велике драматургічне значення, адже під час нього змальовуються сердечні почуття до Амелії всіх  чотирьох чоловіків — Воєводи, Короля, Мазепи та Збігнева.  

###### Другий образ
Другий образ змальовує події під покровом ночі. Центральний образ — Амелія, яка повертається з каплиці і її танець з Королем, перевдягнутим  в Мазепу та битва Збігнева з нібито Мазепою. Власне тут вперше Мазепа постає не легковажним пажем, а благородним чоловіком, що жертвує репутацією заради свого пана і таємниці кохання Збігнева та Амелії. Розвиток тематичного матеріалу проходить за принципом crescendo — від хоральних акордів (як характеритика стану Амелії, що повертається з молитви) та ламентозних інтонацій Амелії до tutti оркестру та темпу prestissimo (битва Збігнева з королем на шаблях).

###### Третій образ
В третьому образі всі герої переживають нову стадію розвитку характерів, адже події попередньої ночі багато що змінили.  У центрі третього образу характеристика Мазепи: 8 варіацій у виконанні Станіслава Шиманського, за відгуками тогочасних критиків, стали одним з наймайстерніших епізодів всього балету.
У варіаціях образ Мазепи змальовується з різних сторін. Тут буде присутня і мужність, і зібраність, і динамізм, не обійдеться тут і без теми кохання.
Варіаціями починається IV сцена третього образу. Тема і І варіація Allegretto створюють зібраний, мужній образ головного героя. В музичній мові — це рівні тривалості, квартові ходи, дводольний метр.   
ІІ варіація Allegro moderato. Тут тема доповнюється низхідними, хроматизованими зітханнями. Гучна динаміка, низький регістр, тембри тромбонів, віолончелі та контрабаса трансформують колишню тему кохання і надають суворого, навіть дещо зловісного забарвлення. Така характеристика кохання не випадкова, адже в балеті кохання є причиною всіх конфліктів, і важко назвати це почуття тут чистим і світлим: III варіація Vivace. Обліки теми стають ще більш завуальовані (фактично зберігається лише набір нот, а все інше змінюється — напрямок руху, ритм, темп). Ходи по септакордах, тремоло струнних, остинатний ритм у духових показує характер впевнений, динамічний характер Мазепи.
IV варіація Molto lento. Яскравий контраст до попередньої музичної мови — хоральні акордами, прозора оркестрова фактура вносить заспокоєння. Можливо, це згадка про події тієї ночі, коли Мазепа був зачарований образом прекрасної Амелії, що поверталася з каплиці.
V варіація Vivo. Тема проходить у кларнетів. Остинатний ритм та артикуляція вносять в образ механічність і поступово зростаючу напругу Очевидно, це навіювання сцени битви Збігнева і Мазепи.
VI варіація Allegro molto risoluto — тематичне і образне продовження V варіації.
VII варіація Andantino grazioso — грація, легкість як в танці з Амелією. 
VIII варіація Taniec ogolny — фінальна варіація, звучить за принципом crescendo, і завершується піднесеним звучанням теми кохання. Отже, можна навіть говорити про принцип лейттематизму в балеті, та у варіаціях зокрема.

###### Четвертий образ
Четвертий образ — максимальне загострення конфлікту. Мазепа, що приносить лист Амелії від воєводи, ховається на альтанці і стає очевидцем любовної сцени Амелії і Збігнева. Воєвода божеволіє від ревнощів і наказує замурувати альтанку, де ховається Мазепа. І це ще однепідтвердження благородства пажа — він не видає таємниці Амелії і свідомо йде на жорстоку смерть. Божевілля воєводи досягає апогею — оркестр tutti, сповнений дисонуючої гармонії, виконує похоронний танець — павану.

###### П'ятий образ
Сповнений смутку Амелії п'ятий образ. Вона зачинена в темниці. Єдиною розрадою стають думки про коханого Збігнева. В музичній тканині композитор знову повертається до мотивів кохання та Амелії. Тепер теми піддаються трансформації — в лейтмотиві кохання висхідний рух віолончелі змінюється низхідним, поступовим згущенням колориту, а ламентозні, дещо граціозні інтонації Амелії з першого образу — через укрупнення тривалостей стають важкими і повільними.

###### Шостий і сьомий образ
Проходять на одному диханні. Це трагічна розв'язка — самогубство Збігнева, під натиском душевних мук помирає від власної руки і Воєвода.
В цьому балеті Тадеуш Шеліговський підноситься до висот втілення романтичного трагізму. Не дивлячись на багато особистих досягнень композитора, балет отримував багато суперечливих відгуків. Деякі звинувачували в драматургічній розпливчатості, дехто в одноманітності хореографічного вирішення. Свого часу балет був відомим — окрім польських постановок відомо про постановку в Монте-Карло в квітні 1959 року, а також в театрі Сари Бернар в Парижі в рамках фестивалю «Театр народів». В наш час попри велику популярність інструментальних творів композитора його сценічна спадщина майже не зустрічається на афішах оперних театрів. Однак балет Т. Шеліговського «Мазепа» складає цікаву сторінку у висвітленні образу Мазепи у жанрі балету.